# Susie Gibson
Susie Gibson 31. oktober 1890 – 16. februar 2006 var 3. ældste person i verden på det tidspunkt hun døde.
Hun var født Susie Potts men efter hun blev gift i 1915 med James W. Gibson, blev hendes efternavn også Gibson. Han døde allerede i 1955 og i 1987 døde deres eneste søn 70 år gammel. På det tidspunkt var Gibson allerede 96 år.
Hun levede for sig selv til hun blev 104 år, hvor hun flyttede på plejehjem. 10 år efter da hun var blevet 114, var det muligt at få et interview med hende, hvor hun i en time snakkede om mange historiske ting; blandt andet da Titanic sank i 1912.
I mange år rykkede hun frem og tilbage på ranglisten over ældste mennesker, og da María Esther Capovilla blev fundet, rykkede hun ned på en 4. plads. Efter Bettie Wilson døde 13. februar 2006, rykkede op på en 3. plads, men allerede 3 dage efter døde hun selv, 115 år gammel.